# واینو مارکانن
واینو مارکانن (انگلیسی: Väinö Markkanen؛ زادهٔ ۲۹ مهٔ ۱۹۲۹) تیرانداز اهل فنلاند است.
او در مسابقات کشوری و بین‌المللی در مجموع برندهٔ ۱ مدال طلا شده‌است.